# Crematogaster longiceps
Crematogaster longiceps är en myrart som beskrevs av Auguste-Henri Forel 1910. Crematogaster longiceps ingår i släktet Crematogaster och familjen myror.

## Underarter
Arten delas in i följande underarter:
- C. l. curticeps
- C. l. longiceps